# Haplolabida coaequata
Haplolabida coaequata là một loài bướm đêm trong họ Geometridae.